# EM i curling 2006
Europamesterskabet i curling 2006 for herre- og kvindehold var det 32. EM i curling gennem tiden. Mesterskabet blev arrangeret af European Curling Federation, og A-turneringen blev afviklet i arenaen St. Jakobshalle i Basel, Schweiz i perioden 9. – 16. december 2006. Samtidig spilledes B-EM i nabobyen Arlesheim.

## Mænd
Mesterskabet havde deltagelse af 30 hold. De ti bedste hold spillede en A-turnering, hvor holdene først mødtes alle-mod-alle (round robin-kampe), hvilket gav ni kampe til hvert hold. De fire bedste hold efter round robin-kampene gik videre til slutspillet om medaljer, der blev afgjort som et Page playoff. De resterende tyve hold spillede B-EM om to oprykningspladser til A-gruppen.
Værtslandet Schweiz med Andreas Schwaller som kaptajn vandt EM efter at have slået Skotland 7-6 i finalen efter en ekstra ende. Det var Schweiz' syvende EM-titel gennem tiden men den første siden 1986. Bronzen gik til Sverige, mens Tyskland måtte tage til takke med fjerdepladsen. De forsvarende europamestre fra Norge skuffede ved kun at slutte på femtepladsen.
Danmark blev repræsenteret af et hold fra Hvidovre CC med skipper Johnny Frederiksen i spidsen, og det danske hold endte på 8.pladsen.
| A-EM 2006 | A-EM 2006 |
| --------- | --------- |
| Guld      | Schweiz   |
| Sølv      | Skotland  |
| Bronze    | Sverige   |
| 4.        | Tyskland  |
| 5.        | Norge     |
| 6.        | Finland   |
| 7.        | Frankrig  |
| 8.        | Danmark   |
| 9.        | Irland    |
| 10.       | Wales     |

| B-EM 2006 | B-EM 2006 |
| --------- | --------- |
| 11.       | Tjekkiet  |
| 12.       | Italien   |
| 13.       | Rusland   |
| 14.       | Ungarn    |
| 15.       | Belgien   |
|           | England   |
| 17.       | Letland   |
|           | Holland   |
| 19.       | Polen     |
|           | Slovakiet |

| B-EM 2006 | B-EM 2006    |
| --------- | ------------ |
| 21.       | Bulgarien    |
|           | Grækenland   |
| 23.       | Østrig       |
|           | Hviderusland |
| 25.       | Kroatien     |
|           | Serbien      |
| 27.       | Estland      |
|           | Spanien      |
| 29.       | Kasakhstan   |
|           | Litauen      |

De syv bedste hold kvalificerede sig direkte til VM i 2007, mens Danmark som nr. 8 måtte ud i kvalifikationskampe (bedst af tre) om den sidste europæiske VM-plads mod vinderen af B-EM, Tjekkiet. Tjekkiet vandt den første kamp 7-3, men Danmark vandt de to efterfølgende med 12-6 og 8-7 og kvalificerede sig dermed til VM med 2-1 i kampe.
De to dårligst placerede hold ved A-EM, Irland og Wales, rykkede ned i B-gruppen til næste EM, mens de to bedste hold fra B-EM, Tjekkiet og Italien, rykkede op i A-gruppen.

## Kvinder
Mesterskabet havde deltagelse af 22 hold. De ti bedste hold spillede en A-turnering, hvor holdene først mødtes alle-mod-alle (round robin-kampe), hvilket gav ni kampe til hvert hold. De fire bedste hold efter round robin-kampene gik videre til slutspillet om medaljer, der blev afgjort som et Page playoff. De resterende tolv hold spillede B-EM om to oprykningspladser til A-gruppen.
Rusland med Ludmila Privivkova som kaptajn vandt EM efter at have slået Italien 9-4 i finalen. Det var Ruslands første EM-titel (og også den første EM-medalje). Italien vandt sølvmedaljer for første gang siden 1982, mens bronzen gik til værtslandet Schweiz. De forsvarende europamestre fra Sverige skuffede ved kun at slutte på sjettepladsen.
Danmark blev repræsenteret af et hold fra Tårnby CC med skipper Angelina Jensen i spidsen. Det danske hold endte på 7.pladsen og kvalificerede sig dermed til det efterfølgende VM i Japan.
| A-EM 2006 | A-EM 2006 |
| --------- | --------- |
| Guld      | Rusland   |
| Sølv      | Italien   |
| Bronze    | Schweiz   |
| 4.        | Skotland  |
| 5.        | Tyskland  |
| 6.        | Sverige   |
| 7.        | Danmark   |
| 8.        | Tjekkiet  |
| 9.        | Norge     |
| 10.       | Holland   |

| B-EM 2006 | B-EM 2006 |
| --------- | --------- |
| 11.       | Østrig    |
| 12.       | Finland   |
| 13.       | England   |
| 14.       | Ungarn    |
| 15.       | Frankrig  |
|           | Polen     |
| 17.       | Letland   |
|           | Spanien   |
| 19.       | Estland   |
|           | Slovakiet |
| 21.       | Kroatien  |
|           | Litauen   |

De syv bedste hold kvalificerede sig direkte til VM i 2007, mens Tjekkiet som nr. 8 måtte ud i kvalifikationskampe (bedst af tre) om den sidste europæiske VM-plads mod vinderen af B-EM, Østrig. Tjekkiet vandt med 2-0 i kampe efter sejre på 8-5 og 10-9.
De to dårligst placerede hold ved A-EM, Norge og Holland, rykkede ned i B-gruppen til næste EM, mens de to bedste hold fra B-EM, Østrig og Finland, rykkede op i A-gruppen.